# Tommy Vercetti
 (mai 2011).
Si vous disposez d'ouvrages ou d'articles de référence ou si vous connaissez des sites web de qualité traitant du thème abordé ici, merci de compléter l'article en donnant les références utiles à sa vérifiabilité et en les liant à la section « Notes et références ».
Tommy Vercetti est un personnage de jeu vidéo de la série Grand Theft Auto. C'est le héros incarné par le joueur dans Grand Theft Auto: Vice City, sorti en 2002 sur PlayStation 2, Xbox et Windows et en 2013 sur PlayStation 3.

## Biographie fictive
Thomas Vercetti (né en 1951) travaille pour la famille Forelli, et fut envoyé à la prison de Liberty City en 1971 pour plusieurs chefs d'accusation de meurtre, apparemment au total de onze (bien que Tommy soit envoyé par le Don de la famille Forelli, Sonny Forelli, afin d'assassiner un homme), lui faisant gagner le surnom de « Boucher d'Harwood », une référence au quartier de Liberty City dans laquelle les meurtres se produisent. Il semble que Tommy ait assassiné avec succès l'homme qu'on l'a chargé de tuer. Grâce à l'influence de Sonny, il échappe à la peine de mort et n'écope « que » de 15 ans de prison pour homicide.
En 1986, Tommy sort de prison, et Sonny se rend compte rapidement que le faire travailler pour la famille Forelli serait préjudiciable pour leur business. Il décide donc d'envoyer Tommy en Floride, à Vice City, pour superviser un deal avec les frères Vance. Tommy se rend donc dans le Sud avec deux hommes de main, Harry et Lee, pour rencontrer Ken Rosenberg, un avocat officiant en tant que contact de la famille Forelli dans Vice City. L'entente est censée être le début de l'expansion de la famille dans le Sud, mais au cours de l'échange, des tireurs masqués tuent trois des personnes impliquées dans la transaction (Harry, Lee et Victor Vance), et volent à la fois la cocaïne et l'argent dont Tommy avait la charge. Ayant échappé de peu à l'embuscade avec Ken, Tommy informe immédiatement son patron de la tournure des évènements et du piège dont il a été victime. Furieux, Sonny exige que Tommy lui retrouve la cocaïne et l'argent volé, sans quoi il sera tué, ce à quoi Tommy répond qu'une mort douloureuse attend les responsables de l'embuscade.
Au cours de ses recherches, Tommy s'allie avec Lance Vance, le membre survivant de la famille Vance qui veut venger son frère Victor. Ensemble, et grâce à l'aide d'amis récemment acquis et les contacts tels que le colonel Juan Garcia Cortez et Kent Paul, un Anglais, ils découvrent que le baron de la drogue de Vice City, Ricardo Diaz, a été informé du deal et a en conséquences tendu une embuscade pour s'emparer de la cocaïne et de l'argent. Tommy réussit à gagner la confiance de Diaz au fil du temps en accomplissant des tâches multiples pour lui, et devient un membre de confiance. Mais Lance, qui a déjà infiltré le gang, est stimulé par la mort de son frère et tente de tuer Diaz.
Après avoir échoué dans sa tentative, il est capturé par des membres du gang de Diaz et amené à la décharge pour y être torturé. Tommy, informé par Kent Paul, réussit à sauver Lance alors que ce dernier est à l'article de la mort, puis l'amène à l’hôpital. Après que Lance s'est rétabli, Tommy lui assure que le mieux serait d'envahir la demeure de Diaz. Les deux hommes infiltrent alors son manoir, tuant les hommes du baron de la drogue sur leur chemin vers le bureau de Diaz, où ils finissent par tuer ce dernier. Tommy prend alors possession du manoir de Diaz et de son immense empire de la drogue, et élargit ses opérations en cours d'exécution par les armes, le vol de voitures, la prostitution, le racket et divers petits métiers (surtout illégaux). Après cela, Tommy met en place son propre gang et achète de multiples entreprises actives et légales au sein de la ville (la boîte de nuit Malibu Club, l'usine de crème glacée Cherry Popper, les studios de cinéma Interglobal, une imprimerie produisant des faux billets, etc) pour blanchir son argent. Toutefois, Lance commence à considérer que Tommy le traite comme un enfant, comme son frère Victor le faisait autrefois, et manifeste à maintes reprises son mécontentement.
Sonny devient de plus en plus menaçant envers Tommy, en lui téléphonant constamment, disant qu'il exige que la drogue et l'argent soient retrouvés, mais aussi que Tommy partage sa fortune nouvelle avec lui. Après, il devient clair que Tommy a officiellement abandonné la famille Forelli. Sonny envoie alors quelques hommes de main afin d'essayer de prendre le contrôle des nombreuses entreprises de Tommy. Ses plans sont contrecarrés immédiatement, lorsque Tommy tue tous ses hommes de main avant qu'ils puissent atteindre leurs objectifs. À la suite de cela, le Don de la famille Forelli débarque en personne à Vice City, accompagné par de nombreux hommes de mains. Averti de l'arrivée de Sonny, Tommy demande à Ken de passer à l'imprimerie et préparer trois millions en billets contrefaits. Quand Sonny arrive au manoir avec son entourage, il indique clairement sa déception à Tommy, regrettant que ce dernier ait trahi sa confiance, lui disant qu'il ne pouvait pas voir ce qui est « bon pour les affaires ». Il révèle alors qu'il est au courant du plan de Tommy grâce à Lance, qui a ouvertement trahi Tommy. Le traître révèle alors à Sonny que le véritable argent est à l'étage, dans le coffre-fort du bureau de Tommy. L'ancien patron de Tommy demande alors à ce dernier ce qu'il pensait en échafaudant un tel plan et s'il imaginait qu'il allait bien gentiment prendre les faux billets et partir la queue entre les jambes. Tommy, très calme, déclare alors qu'il voulait juste « [le] faire chier avant de [le] buter ».
À la suite de la trahison de Lance, une énorme fusillade éclate alors dans le manoir. Tommy protège d'abord son coffre fort de l'assaut des hommes de Sonny Forelli, puis profite d'une faille pour se diriger vers le toit pour tuer le traître Lance. Avant qu'il ne tue Sonny, ce dernier lui avoue ce que Tommy soupçonnait déjà : c'est bien lui qui l'a envoyé dans ce piège quinze ans auparavant. Retrouvant Ken Rosenberg, qui s'était vraisemblablement caché pour échapper à la fusillade, il lui affirme que, comme Sonny Forelli a été éliminé, le gang Vercetti peut maintenant profiter de sa position dominante dans Vice City. Il ajoute enfin que « cela pourrait être le début d'une belle relation d'affaires » entre lui et Ken.

## Similitude avec Tony Montana
Tommy Vercetti, à plusieurs égards, présente des caractéristiques avec Tony Montana du film Scarface. Parmi ces caractéristiques, son exil de son ancien domicile (Liberty City), sa montée en puissance (acquisition de biens et de richesse dans la ville, et une maison de maître qui a également des sports d'intérieur semblable à celui du Manoir Montana). Tommy est un tueur à gages, qui a tué ses propres collaborateurs (Lance Vance), a pris les affaires de son nouveau patron (Ricardo Diaz) et s'est révolté contre son ancien chef (Sonny Forelli), comme Tony Montana a fait. Les seules différences notables sont que Montana consomme ses stupéfiants au point de toxicomanie grave, une erreur fatale que Vercetti n'est pas près de faire, et que le dernier affrontement armé dans la maison voit finalement la mort de Montana, tandis que Tommy parvient à survivre à la fusillade et à devenir encore plus influent à la fin du jeu.